# Phrynomedusa appendiculata
Espèce
Synonymes
- Phyllomedusa appendiculata Lutz, 1925

Statut de conservation UICN

 NT  : Quasi menacé
Phrynomedusa appendiculata est une espèce d'amphibiens de la famille des Phyllomedusidae.

## Répartition
Cette espèce est endémique du Brésil. Elle se rencontre dans l'État de Santa Catarina à São Bento do Sul et au Paraná à Guaratuba entre 800 et 1 000 m d'altitude dans la Serra da Araracuara.

## Publication originale
- Lutz, 1925 : Batraciens du Brésil. Comptes Rendus des Séances de la Société de Biologie et de Ses Filiales, Paris, vol. 93, p. 137–139.